# REACH
REACH（りーち、英語: Registration, Evaluation, Authorisation and Restriction of CHemicals）は、欧州連合が制定した人の健康や環境の保護のために化学物質を管理する欧州議会及び欧州理事会規則である。また、EU市場内での物質の自由な流通により、競争力と技術革新を強化することも目的にしている。
「Registration, Evaluation, Authorisation and Restriction of Chemicals」は 「化学物質の登録、評価、認可、及び、制限」を表しており、2007年6月1日に施行された。登録や法令の告知などは、欧州連合が設置した欧州化学物質庁（ECHA）が行う。

## 制定の背景
REACHは化学物質に関係して発行されていた膨大なEU法を置き換え、他の環境と安全に関する法制度と補完しあうものであり、業界部門（化粧品や洗剤など）に特有の法制度を置き換えるものではない。
化学物質が惹起する可能性のあるリスクから人の健康と環境の保護を高めつつ、EU化学産業の競争力を高めるものである。また、この規則は動物試験の数を減少させるために物質のハザード・アセスメントのための代替方法を促進するものでもある。

## 適用範囲
産業プロセスで「使用」される物や、生活に「使用」される物に適用されるばかりでなく、理念上は「使用」される全ての化学物質に適用される。したがって、この規則はEU全域の大部分の企業に多大な影響を与えるものである。
ここで説明した「使用」は、「REACH規則の第3条24」で次のように定義されている。「useとは、あらゆる加工、配合、消費、貯蔵、保存、処理、容器充填、容器から容器への移動、混合、物品製造、あるいは、その他の利用を意味している」この「配合(formulation)」は、「コンパウンド製造」と訳されている場合もある。
REACHは企業に立証責任を求めている。この規則を遵守するためには、企業は自身がEUで製造・販売する物質に係るリスクを特定し管理しなければならない。企業は欧州化学物質庁に対して、その物質を安全に使用できるかを実証しなければならず、そして取扱者に対しては、そのリスクを管理する方策を伝達しなければならない。
リスクが管理できない場合には、当局は物質の使用取扱に制限をかけることができる。長期的には、物質の中で最も危険有害とされる物はより危険有害性が低いとされる物に置き換えなければならない。

## 概要
2006年12月18日EC規則 No 1907/2006として可決され、2007年6月1日より実施された。
生産者・輸入者は、生産品・輸入品の全化学物質（1トン/年 以上）の、人類・地球環境への影響についての調査・欧州化学物質庁への申請・登録 を義務付けられる。さらに、認可制度に基づき使用の規制を受ける物質（欧州化学物質庁より公示済み）については、使用のために認可申請を庁に対して行い認可を受けることが必要となる。制限制度に基づく物質と使用についてはREACH規則の記述に従った管理がその物質の製造者、川下使用者、輸入者等に求められる。制限制度に基づく規制ついては使用を申請し承認をうける法的プロセスはREACHでは用意されていない。ただし、制限制度への物質とその使用の組み込みに際しては事前にいわゆるパブリックコメントプロセスが取られる。また、係争という手段もある。
さらに、この物質とその使用についての認可については、その物質をより安全な代替物質へ、その製造・使用取り扱いをより安全な代替技術への切り替えが困難であり、かつ産業活動上使用が不可避な場合にのみ下ることになっている。さらにこの認可を受けるためには、別物質への代替化検討の計画書の提出が求められる。REACH-ITへの登録が必要となり、世界で初めてITが必要不可欠な法律となる。これらの全ての経費は関係者負担である。欧州当局は化学品管理のITシステムに多大な経済的・人的リソースを割いている。REACHが求めている化学安全に関わる情報の透明性と説明責任のために必要な多種多様なツール(ITツールも含む)が当局負担によって、無償で広く一般に公開されている。：たとえば、Technical Guidance Document, IUCLID, CHESAR, EUSES, StoffenManager, RISKOFDERM, ARTなど。 ただし、産業界側の負担も軽くはないが、業界としてツールもECETOCなどを通じてリリースしている：TRAなど。
また、日本の化審法やアメリカ合衆国の、Toxic Substances Control Actが"新しく製造・輸入される化学物質”を規制するのに対し、REACHは、既存の化学物質についても改めて新規物質と同等のデータを段階的に登録を求めるものとなっている。これによって、従来あった新規物質と既存物質の差別をなくし、新規物質参入の機会を増大させ、より安全な物質と技術への代替の促進を図ることを狙っている。事前届出(登録)制度(データなければ市場なし--届出(登録)のないものは製造や輸入ができなくなる)という側面は、日本やアメリカ合衆国とは違いがないが、既存物質についてあらためて新規物質と同等のデータを求めていることは新しい。
欧州連合内で事業者が生産(輸入)する物質の量に応じて段階的に登録期限が定められている。年間1000トン以上の物質や強い毒性物質などの登録期限は2010年12月1日であり、最終的に年間1トン以上の物質は全て2018年6月1日までに登録しなければならない。(「予備登録」参照)

## REACHの基本理念
ノーデータ・ノーマーケット
（第5条）データ登録されていない化学物質を上市(供給)してはならない。
安全性の立証
立証責任の移行
行政府による危険性の立証から、事業者による安全性の立証への移行
予防原則
代替原則
情報公開責任
一世代目標

## 登録
登録は、EU内の化学物質製造業者あるいは輸入業者に、その義務が課せられる。1トン/年 以上の数量の枠は、それらの業者単位で計算され、それぞれの数量に応じた登録が求められる。登録には数量範囲に応じ、人体あるいは環境に対する安全性試験やそれにかわる構造活性相関(QSAR)に基づく研究(study)の結果としての危険(hazard)評価の実施ばかりかその化学物質の使用取扱用途(use)に基づいた曝露アセスメント(exposure assessment)の実施も含む化学安全アセスメント(Chemical Safety Assessment)の実施を行い、その化学物質がリスクが最小化されて安全であることを宣言をその証拠と伴に著した書類、化学安全報告書(Chemical Safety Report)の提出が求められる。この登録は、1物質に対して1試験1データという考え方で求められている。このため、事前登録した者はSIEF（Substance Information Exchange Forum）へ参加し、同物質を事前登録した者同士で協議してデータを共有化することが義務づけられている。

### 予備登録
REACH発効以前にあった届出からの移行措置として規定されている。そのために用意されている制度。対象物質は段階的導入物質(Phase-in substance)と呼ばれ、
1. EINECSナンバーを持つ物質
2. 1995年1月1日または2004年5月1日に新たにEUに加盟した国の中で15年以内に製造した実績があって、その証明ができる物質
3. 両日のうちいずれかでEUへ加盟した国から輸出するにあたり、旧法Directive 67/548/EEC（危険物質指令）に従った届出が15年以内にされている物質であり、かつポリマーではないもの

の3タイプのみ。10万強の物質がこの段階的導入物質に含まれている。
予備登録によって、段階的導入物質は登録のための試験データの提出に関して、製造または輸入する数量に対応した猶予期間が与えられる。REACH発効の2007年時点で段階的導入物質を年間1トン以上製造または輸入する業者は、2008年12月1日までに予備登録を行う義務がある。それ以降に段階的導入物質を新たに製造または輸入したいとする業者は、その数量が1tを超える前に予備登録を行うことで、それまでと同じ期限で本登録までの猶予を得ることができる。

## 評価
ECHAと欧州連合加盟国は企業が提出した登録書の情報を評価し、登録書類と試験の提案の品質を調べ、物質が人の健康と環境にリスクをもたらすかどうかをあきらかにする。
REACHにおける評価には三つの分野で行われる：
1. 登録者によって提出された試験提案の審査
2. 登録者によって提出された書類の法適合性チェック
3. 物質評価

評価が実施されると、登録者はその物質について更に情報の提出を求められる場合がある。

## 認可
ヒト（人）の健康や環境へのリスクが高い物質を十分に管理し、経済的・技術的に代替可能な物質や技術がある場合にはそれを促進するために導入された制度である。
認可が必要な物質は附属書XIVにリストに記載され、最終的には、認可対象となる物質は約1,500物質になると言われている。
附属書XIVにリストに記載される物質を高懸念物質（SVHC：Substances of Very High Concern）として、ヒト（人）の健康や環境に対して、非常に深刻な悪影響を及ぼす可能性のある物質のことを指す。具体的には、以下のような性質をもつ。
1.CMR物質:人の健康に影響を及ぼす物質
　　a) 発がん性区分1A、1Bの物質
　　b) 変異原性区分1A、1Bの物質
　　c) 生殖毒性区分1A、1Bの物質
　　67/548/EECの附属書Iに示されている発がん性、変異原性、生殖毒性のカテゴリーIまたはIIに該当する物質
2.PBT物質：REACH附属書XIIIの基準による残留性、生物蓄積性、有毒性の物質
3.vPvB物質：REACH附属書XIIIの基準による極めて残留性が高い、極めて生物蓄積性が高い物質
4.内分泌かく乱物質など附属書XIVに含まれうる物質
SVHCは、下記の所定の手続きを経て決定される。
ECHAおよびEU加盟国はREACH規則附属書XVに基づいた文書を作成することによりSVHC候補を提案することができる。提案されたSVHC候補について、パブリックコンサルテーション（意見募集）により欧州化学品庁(ECHA)に意見およびコメントを提出することがでる。
１）意見およびコメントがない場合はそのままSVHCとして決定され、Candidate List（候補リスト）に収載される。
２）意見およびコメントがある場合はECHAの加盟国専門家委員会にて検証が行われる。
　a)全会一致の場合はCandidate List（候補リスト）に収載される。
　b)全会一致しない場合は欧州委員会(European Committee)にて検討を行う。
　　→欧州委員会の専門家委員会にて検討し、SVHCに決定した場合は、官報に公示され欧州化学品庁（ECHA）にてCandidate List（候補リスト）に収載される。
SVHCは、毎年6月と12月に約10物質程度づつ決定され開示される。（公示される時によって都度物質数が異なる）
EUに製品を上市する製造者は、開示されたSVHCに該当する物質を製品に0.1%以上含有する場合、SVHCリストに掲載された日付から45日以内に製品に関する安全性に関する情報および少なくとも製品に物質名を記載しなければならない。
またSVHCに該当する物質を0.1%以上および１企業につき年間１トン以上含む製品は欧州化学品庁（ECHA）に通知しなければならない。
認可対象物質として附属書XIVに収載されると、Sunset Date（日没日、期限日） が設定される。
Sunset Date以降は、認可を受けないと上市できなくなる。Sunset Dateの18カ月前までに認可申請をすれば、少なくとも認可の決定までは継続上市ができる。

## 制限
「制限」は、EU指令76/769/EEC（危険物質および調剤の使用制限指令）が2009年6月1日に廃止され、REACH規則に移行したもので、REACH規則の附属書XVIIに掲載される物質である。
REACH規則の附属書XVIIに掲載される物質には、以下の種類がある。
　1. 製造、使用の完全な制限
　2.特定された物質の特定された調剤、製品への使用や上市の制限
制限となった場合は認可制度とは異なり、製造・使用などの許可申請を行うことはできない。
ただし、研究開発自体やプロセス指向の研究開発には制限が適用されない場合がある。
新たな制限の設定プロセスには、欧州委員会・化学品庁の提案と加盟国の提案があり、リスク管理が十分でなくEU全域で対処が必要な場合に諸手続きを経て決定される。
なお　EU指令1999/45/EC（危険な調剤の分類、包装、表示に関する指令）で規定されていた「分類、包装、表示」は、GHSと調和されてCLP規則として改正統合されている。

## 安全データシート
EUでは化学物質の安全データシート(Safety Data Sheet, SDS)をREACH規則第31条、および、附則IIで規定している。第31条から第36条は商流における安全情報の伝達についての義務を記載している。欧州では一定以上の要件を満たす化学物質についてはSDSにその安全な使用取扱用途の条件を記載した曝露シナリオの添付が求められる。
日本では労働安全衛生法（安衛法）、化学物質の審査及び製造等の規制に関する法律（化審法）などによって義務付けられている。ただ、一般の事業者にとって、その対象物質を見分けることは困難であるとの指摘もある。

## REACHへの懸念
産業界やアメリカ政府、日本政府はREACH法案への懸念を抱いており、欧州委員会に対して反対をしていた。
理由は以下の通り
- 産業の革新を妨げ、欧州企業の競争力が低下する
- 実行性(必要以上のコストがかかる、登録などにかかる手続きが煩雑など)
- 必要以上の動物実験

## 他国における化学物質管理・審査
各国・地域においても、REACH 同様に、化学物質の規制に関する法律や化学物質リスト(インベントリ)が整備されている。
- AICS - Australian Inventory of Chemical Substances (オーストラリア)
- DSL - Canadian Domestic Substances List (カナダ)
- NDSL - Canadian Non-Domestic Substances List (カナダ)
- KECL (allgemein auch ECL) - Korean Existing Chemicals List (大韓民国)
- ENCS (MITI) - Japanese Existing and New Chemical Substances (日本)
- PICCS - Philippine Inventory of Chemicals and Chemical Substances (フィリピン)
- TSCA - US Toxic Substances Control Act（英語版） (アメリカ合衆国)[12]
- SWISS - Giftliste 1 (スイス)
- SWISS - Inventory of Notified New Substances (スイス)